# Nazi punk
Nazi punk è un termine utilizzato per designare una subcultura punk che segue le tesi del nazionalsocialismo.

## Storia
Nel 1978 il British National Front, partito di estrema destra inglese, aveva creato una organizzazione giovanile chiamata Punk Front.
Anche se questo movimento durò un solo anno, esso attirò molti punk inglesi e causò la formazione di varie band punk White Power di secondo piano come The Dentists, The Ventz, Tragic Minds e White Boss.
Il movimento white power in Inghilterra si spense intorno al 1979, a causa della fine dell'ondata del punk rock delle origini e del Punk Front, ma successivamente si infiltrò nel nascente oi!, che al tempo era dominato da ideologie marxiste. In questo modo il nazi punk iniziò ad essere associato agli skinhead, anche se continuavano ad esistere punk legati al movimento white power originale. Tra i gruppi oi nazisti si distinsero gli Skrewdriver, un gruppo inizialmente apolitico che dal 1982 in poi si convertì in gruppo nazista, contribuendo anche alla diffusione di tale ideologia all'interno dell'oi!.
Nello stesso periodo la subcultura si diffuse in tutto il mondo, in particolare negli USA nel periodo di nascita dell'hardcore punk. Negli Stati Uniti, in particolare nelle zone di New York e Los Angeles, i punk razzisti furono numerosi fino alla fine degli anni '80, quando l'ascesa del movimento antirazzista SHARP causò l'estromissione di molti nazi punk dalla scena musicale. 
Da allora il movimento è sopravvissuto, sebbene non forte come un tempo, sfruttando l'ondata del punk revival.
La canzone Nazi Punks Fuck Off dei Dead Kennedys fu un'esplicita polemica nei confronti del movimento e il segnale anti-svastica apparso sulla copertina divenne un simbolo della subcultura punk antirazzista.